# 伊利諾伊州芝加哥聖殿
伊利諾芝加哥聖殿（Chicago Illinois Temple）是第35座耶穌基督後期聖徒教會的聖殿，也是伊利諾州第二座耶穌基督後期聖徒教會聖殿，位於芝加哥郊區。伊利諾芝加哥聖殿始建於1985年，由灰色大理石修築而成，面積29,751平方英尺（2,764.0平方）。

## 外部連結
- 维基共享资源上的相關多媒體資源：伊利諾伊州芝加哥聖殿
- Official Chicago Illinois Temple page（页面存档备份，存于）
- Chicago Illinois Temple page